# Michael Boulette
Michael Joseph Boulette (ur. 4 czerwca 1950 w Hudson Falls) – amerykański duchowny katolicki, biskup pomocniczy San Antonio od 2017.

## Życiorys
Święcenia kapłańskie otrzymał w dniu 19 marca 1976 i został inkardynowany do archidiecezji San Antonio. Pracował głównie jako duszpasterz parafialny. W latach 1983–1992 był kierownikiem formacji duchowo-liturgicznej w archidiecezjalnym seminarium, a w latach 2004–2017 kierował założonym przez siebie ośrodkiem duchowości w Ingram.
23 stycznia 2017 papież Franciszek biskupem pomocniczym San Antonio ze stolicą tytularną Hieron. Sakry udzielił mu 20 marca 2017 arcybiskup Gustavo Garcia-Siller.